# Heherson Alvarez
Pour les articles homonymes, voir Alvarez.
Heherson Turingan Alvarez, né le 26 octobre 1939, à Santiago (Isabela) et mort le 20 avril 2020 à Manille, est un homme politique philippin.

## Biographie
Diplômé en arts libéraux de l'Université des Philippines, Heherson Alvarez obtient aussi une maîtrise en économie et administration publique à l'Université Harvard (John F. Kennedy School of Government).

### Carrière politique
Engagé dans la défense des droits de l'homme, Heherson Alvarez est délégué à la Convention constitutionnelle de 1971, où il s'oppose à Ferdinand Marcos. Il est contraint de s'exiler aux États-Unis l'année suivante, à la suite de l'instauration de la loi martiale.
En 1986, il soutient la candidature de Corazon Aquino contre le commandant Marcos lors de l'élection présidentielle. Après la victoire d'Aquino, il rentre d'exil et devient ministre puis secrétaire de la Réforme agraire. Il abandonne ses fonctions gouvernementales l'année suivante pour se porter candidat au Sénat. 
En 1998, il laisse son siège de sénateur pour se faire élire à la chambre des représentants. Ardent écologiste, il obtient pendant son mandat de député le vote de deux lois importantes en faveur de l'environnement: la loi sur la diminution de la pollution atmosphérique (Clean Air Act) et la loi sur l'intégration nationale des aires protégées (National Integrated Protected Areas System Act). En 2001, il est nommé secrétaire de l'Environnement et des ressources naturelles dans le gouvernement de la présidente Gloria Macapagal-Arroyo, poste qu'il occupe jusqu'à la fin 2002. De 2009 à 2016, il est membre de la Commission sur les changements climatiques.

### Honneur
En 2007, son engagement est récompensé par le prix Gusi de la Paix.

### Mort
Malade de la covid-19 depuis fin mars, comme son épouse Cecile Guidote, Heherson Alvarez bénéficie d'un traitement expérimental par transfusion de plasma sanguin, mais succombe à la maladie le 20 avril.